# Apraksin
Apraksin (Apraxin) – rosyjski herb hrabiowski, zatwierdzony indygenatem w Rzeczypospolitej.

## Opis herbu
Opis zgodnie z klasycznymi regułami blazonowania:

Tarcza czwórdzielna w krzyż. W polach pierwszym, czerwonym i drugim, złotym, szabla w pas w lewo srebrna o rękojeści złotej, nad którą takaż korona atrybut. W polach trzecim, złotym i czwartym, błękitnym, dwie lufy armat w krzyż skośny, czarne. 
Labry: Z prawej błękitne, podbite złotem, z lewej czerwone, podbite złotem. 
Trzymaczami są dwaj łucznicy tatarscy w spodniach i koszulach czerwonych, narzutach srebrnych, pasach czarnych, trzewikach złotych podpierające się takimiż łukami, z takimiż kołczanami na plecach.

## Najwcześniejsze wzmianki
Jest to herb rosyjskich hrabiów Apraksin. Został zatwierdzony indygenatem w roku 1768 przez króla Stanisława II Augusta dla hrabiego generała armii rosyjskiej Piotra Apraksina.

## Herbowni
Apraksin – Apraxin.